# Record de Tunisie du lancer du javelot
Le record de Tunisie du lancer du javelot est actuellement détenu par Maher Ridane chez les hommes, avec 77,98 m, et par Aïda Sellam chez les femmes, avec 60,87 m.

## Hommes
| Athlète      | Performance | Club                               | Lieu  | Date        |
| Maher Ridane | 77,98 m     | Club sportif de la Garde nationale | Tunis | 20 mai 1995 |

## Femmes
| Athlète     | Performance | Club           | Lieu  | Date         |
| Aïda Sellam | 60,87 m     | Zitouna Sports | Tunis | 23 juin 2004 |